# Amolita sentalis
Amolita sentalis là một loài bướm đêm trong họ Erebidae.